# Maia Shibutani
Maia Harumi Shibutani (New York, 20 luglio 1994) è una danzatrice su ghiaccio statunitense vincitrice, insieme al fratello Alex Shibutani, di due medaglie di bronzo alle Olimpiadi di Pyeongchang 2018 nella gara a squadre e nella danza su ghiaccio.

## Biografia
Figlia di padre statunitense e madre originaria del Giappone, Maia Shibutani ha iniziato a pattinare all'età di quattro anni e ha deciso di dedicarsi alla danza su ghiaccio, insieme al fratello Alex, dopo avere assistito affascinata ai campionati mondiali che si sono svolti a Washington nel marzo 2003. Hanno debuttato da juniores a livello internazionale nel corso della stagione 2008-09, arrivando secondi ai campionati mondiali di Sofia 2009.
Nel 2010 Maia e Alex sono passati a gareggiare nella categoria senior, e ai Mondiali di Mosca 2011 sono saliti sul podio vincendo la medaglia di bronzo. A Soči 2014 prendono parte alla loro prima Olimpiade classificandosi al 9º posto. I due atleti statunitensi si confermano tra le coppie di vertice e a Boston 2016 si laureano vicecampioni del mondo dietro Gabriella Papadakis e Guillaume Cizeron. L'anno successivo, con il ritorno alla competizione agonistica dei canadesi Tessa Virtue e Scott Moir, i due perdono una posizione del podio e sono costretti ad accontentarsi della medaglia di bronzo, sempre dietro alla coppia francese.
I due Shibutani eseguono entrambi i programmi, sia il corto sia quello libero, nella gara a squadre delle Olimpiadi di Pyeongchang 2018 piazzandosi in entrambi i casi al secondo posto, contribuendo alla vittoria della medaglia di bronzo per gli Stati Uniti d'America. Vincono poi un altro bronzo nella danza su ghiaccio arrivando, con 192.59 punti totali, dietro i francesi Papadakis e Cizeron (205.28 punti) e i canadesi Virtue e Moir (206.07 punti).
Terminata la stagione olimpica, l'annata seguente Maia e Alex Shibutani si prendono una pausa e non partecipano ad alcuna competizione. Nel dicembre 2019 Maia viene sottoposta a un intervento chirurgico per rimuovere un tumore maligno a un rene.

## Palmarès
(con Alex Shibutani)
| Giochi olimpici                                                  |      |      |      |    |    |    | 9º |    |    |    | 3º |
| Campionati mondiali                                              |      |      |      | 3º | 8º | 8º | 6º | 5º | 2º | 3º |    |
| Campionati dei Quattro continenti                                |      |      |      | 2º | 4º | 4º |    | 3º | 1º | 2º |    |
| GP Finale                                                        |      |      |      |    | 5º |    |    | 4º | 4º | 3º | 3º |
| GP Cup of China                                                  |      |      |      |    | 2º |    |    | 2º |    | 1º |    |
| GP NHK Trophy                                                    |      |      |      | 3º | 1º | 3º | 3º |    | 1º |    |    |
| GP Rostelecom Cup                                                |      |      |      |    |    | 4º |    |    |    |    | 1º |
| GP Skate America                                                 |      |      |      | 3º |    |    | 3º | 2º |    | 1º | 1º |
| GP Skate Canada                                                  |      |      |      |    |    |    |    |    | 2º |    |    |
| CS Ice Challenge                                                 |      |      |      |    |    |    |    | 1º |    |    |    |
| CS Ondrej Nepela Trophy                                          |      |      |      |    |    |    |    | 1º | 3º |    |    |
| Finlandia Trophy                                                 |      |      |      |    | 2º |    |    |    |    |    |    |
| Nebelhorn Trophy                                                 |      |      |      | 5º |    |    |    |    |    |    |    |
| Nazionali                                                        |      |      |      |    |    |    |    |    |    |    |    |
| Campionati statunitensi                                          | 4º J | 2º J | 1º J | 2º | 2º | 3º | 3º | 2º | 1º | 1º | 2º |
| Internazionali: categoria Junior                                 |      |      |      |    |    |    |    |    |    |    |    |
| Campionati mondiali                                              |      | 2º   | 4º   |    |    |    |    |    |    |    |    |
| JGP Finale                                                       |      | 4º   | 3º   |    |    |    |    |    |    |    |    |
| JGP Croazia                                                      |      |      | 1º   |    |    |    |    |    |    |    |    |
| JGP Francia                                                      |      | 1º   |      |    |    |    |    |    |    |    |    |
| JGP Spagna                                                       |      | 2º   |      |    |    |    |    |    |    |    |    |
| JGP Stati Uniti                                                  |      |      | 1º   |    |    |    |    |    |    |    |    |
| Team events                                                      |      |      |      |    |    |    |    |    |    |    |    |
| Giochi olimpici                                                  |      |      |      |    |    |    |    |    |    |    | 3º |
| CS = Challenger Series; GP = Grand Prix; JPG = Junior Grand Prix |      |      |      |    |    |    |    |    |    |    |    |